# Santa Cruz Recreativo Esporte Clube
O Santa Cruz Recreativo Esporte Clube (acrônimo: SCREC) é uma agremiação esportiva brasileira sediado em Santa Rita, no estado da Paraíba.
O clube tem como títulos o do Campeonato Paraibano em 1995 e 1996, além da segunda divisão estadual, conquistadas em 1994 e 2000. Também tem notoriedade por ser o clube-revelador do atleta Mazinho, campeão mundial em 1994 pela Seleção Brasileira.

## Títulos
| ESTADUAIS | ESTADUAIS                         | ESTADUAIS | ESTADUAIS   |
|           | Competição                        | Títulos   | Temporadas  |
| --------- | --------------------------------- | --------- | ----------- |
|           | Campeonato Paraibano              | 2         | 1995 e 1996 |
|           | Campeonato Paraibano - 2ª Divisão | 2         | 1994 e 2000 |